# Бонн-Терр (Міссурі)
Бонн-Терр (англ. Bonne Terre) — місто (англ. city) в США, в окрузі Сент-Франсуа штату Міссурі. Населення — 6903 особи (2020).

## Географія
Бонн-Терр розташований за координатами 37°55′16″ пн. ш. 90°32′34″ зх. д. / 37.92111° пн. ш. 90.54278° зх. д. (37.921102, -90.542680).  За даними Бюро перепису населення США в 2010 році місто мало площу 10,62 км², з яких 10,47 км² — суходіл та 0,16 км² — водойми.

## Демографія
Згідно з переписом 2010 року, у місті мешкали 6864 особи в 1634 домогосподарствах у складі 1063 родин. Густота населення становила 646 осіб/км².  Було 1882 помешкання (177/км²).
Расовий склад населення:
| - 79,6 % — білих - 18,7 % — чорних або афроамериканців - 0,3 % — корінних американців - 0,2 % — азіатів - 0,1 % — вихідців з тихоокеанських островів |

До двох чи більше рас належало 0,9 %. Частка іспаномовних становила 1,4 % від усіх жителів.
За віковим діапазоном населення розподілялося таким чином: 17,3 % — особи молодші 18 років, 72,3 % — особи у віці 18—64 років, 10,4 % — особи у віці 65 років та старші. Медіана віку мешканця становила 34,2 року. На 100 осіб жіночої статі у місті припадало 204,0 чоловіків;  на 100 жінок у віці від 18 років та старших — 239,9 чоловіків також старших 18 років.
Середній дохід на одне домашнє господарство  становив 46 160 доларів США (медіана — 37 614), а середній дохід на одну сім'ю — 54 462 долари (медіана — 45 759). Медіана доходів становила 47 143 долари для чоловіків та 23 065 доларів для жінок. За межею бідності перебувало 15,2 % осіб, у тому числі 14,9 % дітей у віці до 18 років та 14,0 % осіб у віці 65 років та старших.
Цивільне працевлаштоване населення становило 1380 осіб. Основні галузі зайнятості: освіта, охорона здоров'я та соціальна допомога — 24,3 %, роздрібна торгівля — 18,9 %, будівництво — 9,1 %, публічна адміністрація — 8,3 %.